# Leonid Nikolajev
Leonid Vasilevich Nikolaïev (10 mai 1904 – 29 décembre 1934) était l'assassin russe de Sergueï Kirov, premier secrétaire du comité municipal de Leningrad du Parti communiste de l'Union soviétique.

## Début de la vie
Nikolaev était un jeune membre troublé du Parti communiste soviétique à Leningrad. C'était un homme petit et mince, d'environ 152 centimètres (5 pi) de haut ; même à l'âge adulte, il a montré les effets de la malnutrition infantile. Il avait du mal à conserver un emploi et avait été réprimandé par le Parti pour avoir refusé un poste qui ne lui convenait pas. Finalement, le Parti l’a expulsé. Au chômage, il se retrouve bientôt à court d’argent et accuse le Parti d’être responsable de ses problèmes. Son épouse lettone-russe, Milda Draule, était membre d'un comité régional du parti et il soupçonnait fortement qu'elle avait une liaison amoureuse avec Sergei Kirov, l'administrateur du parti du district de Leningrad, bien qu'aucune preuve de cela n'ait été découverte.

## Assassinat de Sergueï Kirov
On ne sait pas si Nikolaïev avait eu des relations antérieures avec la branche de Leningrad du gouvernement soviétique, dirigée par Kirov. Au fur et à mesure que les problèmes de Nikolaïev s'aggravaient, il devenait de plus en plus obsédé par l'idée de « porter un coup ». Le 15 octobre 1934, il fut arrêté par le NKVD, prétendument pour avoir flâné autour de l'Institut Smolny, où Kirov avait ses bureaux. Les gardes de Smolny avaient découvert un Revolver Nagant M1895 chargé dans la mallette de Nikolaïev. Certaines sources soviétiques ont par la suite affirmé que Nikolaïev avait un permis pour porter une arme de poing chargée. Après la visite de Nikolaïev, le NKVD n'a pas renforcé la sécurité de Kirov ; au lieu de cela, il a retiré toute protection policière à Kirov, à l'exception d'une escorte policière à Smolny et d'un poste de sécurité gardé à l'entrée de ses bureaux.
L'après-midi du 1er décembre 1934, Nikolaev rendit une dernière visite aux bureaux de l'Institut Smolny. Avec l'approbation présumée de Staline, le NKVD avait auparavant retiré les gardes restants qui occupaient le poste de sécurité de Smolny. Sans opposition, Nikolaev s'est rendu au troisième étage, où il a tiré sur Kirov dans la nuque avec son revolver. L'auteur et ancien fonctionnaire soviétique Alexander Barmine déclare : « La négligence du NKVD dans la protection d'un si haut responsable du parti était sans précédent en Union soviétique ». Selon des rapports de presse ultérieurs et des communiqués du parti, qui n'ont jamais été confirmés, Nikolaïev a été appréhendé avec l'aide d'un électricien, Platanov, qui travaillait dans la région ; un ami de Kirov, un homme d'âge moyen nommé Borisov, s'est également précipité et a aidé à maîtriser Nikolaïev, qui aurait subi un effondrement complet et a dû être transporté[réf. nécessaire].

## Conséquences et responsabilité de la mort de Kirov
Après la mort de Kirov, Staline a appelé à une punition rapide des traîtres et de ceux qui ont été reconnus coupables de négligence dans la mort de Kirov. Borisov, l'un des premiers arrivés sur les lieux, fut immédiatement arrêté ; il mourut le lendemain de l'assassinat de Kirov, prétendument à la suite d'une chute d'un camion dans lequel il était transporté par le NKVD. Les 28 et 29 décembre 1934, Nikolaïev et 13 autres personnes, membres du « groupe contre-révolutionnaire », furent jugés par le Collège militaire de la Cour suprême de l'URSS sous la présidence de Vasili Ulrikh. À 5 h 45, le 29 décembre, ils ont tous été condamnés à mort et exécutés par balle une heure plus tard,,.
Plusieurs officiers du NKVD de la branche de Leningrad ont été reconnus coupables de négligence pour ne pas avoir protégé Kirov de manière adéquate et ont été condamnés à des peines de prison allant jusqu'à dix ans. Barmine a affirmé qu'ils n'avaient jamais purgé leur peine de prison ; au lieu de cela, ils avaient été transférés à des postes de direction dans les camps de travail de Staline pendant un certain temps (en fait, une rétrogradation). Dans un premier temps, un communiqué du Parti communiste rapportait que la culpabilité de Nikolaev avait été établie et qu'il avait avoué avoir agi sur ordre d'un « pouvoir fasciste », recevant de l'argent d'un « consul étranger » non identifié à Leningrad. Barmine a également affirmé que 104 autres accusés, qui étaient déjà en prison au moment de l'assassinat de Kirov, qui n'avaient aucun lien démontrable avec Nikolaïev, ont été reconnus coupables de complicité dans le « complot fasciste » contre Kirov et ont été sommairement exécutés.
Quelques jours plus tard, lors d'une réunion du Parti communiste du district de Moscou, le secrétaire du Parti annonça dans un discours que Nikolaïev avait été personnellement interrogé par Staline dès le lendemain de l'assassinat, un événement inédit pour un dirigeant du parti tel que Staline. « Le camarade Staline a personnellement dirigé l'enquête sur l'assassinat de Kirov. Il a longuement interrogé Nikolaïev. Les dirigeants de l'opposition ont placé l'arme dans la main de Nikolaïev ! » D'autres orateurs se levèrent pour condamner l'opposition : « Le Comité central doit être impitoyable – le Parti doit être purgé… le dossier de chaque membre doit être examiné… » Personne lors de la réunion n'évoqua la théorie des agents fascistes. Plus tard, Staline a utilisé l'assassinat de Kirov pour éliminer le reste de la direction de l'opposition contre lui, accusant Grigori Zinoviev, Lev Kamenev, Abram Prigojine et d'autres qui avaient soutenu Kirov dans son opposition à Staline (ou qui n'avaient tout simplement pas acquiescé aux vues de Staline), d'avoir des liens avec Nikolaïev et d'avoir facilité l'assassinat.
Après la mort de Nikolaïev, certains ont émis l'hypothèse que sa motivation pour tuer Kirov aurait pu être plus personnelle. Sa femme travaillait chez Smolny et des rumeurs non fondées ont circulé selon lesquelles elle aurait eu une liaison avec Kirov. On ne sait pas si ces agissements étaient fondés sur des faits ou s'ils avaient été délibérément encouragés par le NKVD. Selon Amy Knight, l'épouse de Nikolaev, Milda Draule, était connue pour sa simplicité physique, tandis que Kirov était connu pour préférer les liaisons avec des ballerines et d'autres femmes soviétiques d'une beauté et d'une grâce remarquables. D’autres théories affirment que Staline lui-même aurait été impliqué dans l’assassinat. Cette affirmation provient de l'ancien colonel soviétique et transfuge Alexander Orlov, Cependant, Robert W. Thurston note que rien dans le journal personnel de Nikolaïev n'indique qu'il n'a pas commis l'assassinat de son propre chef.
La mort de Kirov a marqué un tournant important dans la période de répression politique croissante qui a conduit aux Grandes Purges de Staline. L'auteur et érudit menchevik Boris Nikolaevsky a observé : « Une chose est sûre : le seul homme qui a profité de l'assassinat de Kirov était Staline. » 